# Dysdera machadoi
Dysdera machadoi es una especie de arañas araneomorfas de la familia Dysderidae.

## Distribución geográfica
Es endémica del oeste de la península ibérica (España y Portugal).